# Wereldkampioenschap schaatsen allround vrouwen 1983
Het vierenveertigste Wereldkampioenschap schaatsen allround voor vrouwen werd op 19 en 20 februari 1983 verreden op de ijsbaan Küchwald van Karl-Marx-Stadt in de toenmalige Duitse Democratische Republiek (DDR). Het was het eerste WK Allround dat in de DDR plaatsvond.
Dit was het eerste kampioenschap dat over de grote vierkamp, respectievelijk de 500m, 3000m, 1500m en 5000m, werd verreden.
Tweeëndertig schaatssters uit dertien landen, de DDR (4), Japan (4), Nederland (4), de Verenigde Staten (4), de Sovjet-Unie (3), Canada (2), Italië (2), Noorwegen (2), de Bondsrepubliek Duitsland (2), Zweden (2), Finland (1), Polen (1) en Zuid-Korea (1), namen eraan deel. Acht rijdsters debuteerden deze editie.
Andrea Schöne-Mitscherlich werd de derde Oost-Duitse wereldkampioene na Karin Kessow ('75) en Karin (Busch-)Enke ('82). Karin Enke eindigde op de tweede plaats. De Sovjet-russin Valentina Lalenkova-Golovenkina eindigde op de derde plaats.
De Nederlandse afvaardiging bestond dit jaar uit vier vrouwen, Alie Boorsma, Thea Limbach, Ina Steenbruggen en Ria Visser.
De Italiaanse Marzia Peretti veroverde in haar tweede deelname aan het WK Allround de eerste afstandsmedaille voor Italië door de bronzen medaille op de 500m te winnen.

## Medailles per afstand
| Afstand | Goud ·                     | Zilver ·        | Brons ·                         |
| ------- | -------------------------- | --------------- | ------------------------------- |
| 500m    | Natalja Shive-Glebova      | Karin Enke      | Marzia Peretti                  |
| 3000m   | Andrea Schöne-Mitscherlich | Gabi Schönbrunn | Bjørg Eva Jensen                |
| 1500m   | Andrea Schöne-Mitscherlich | Karin Enke      | Valentina Lalenkova-Golovenkina |
| 5000m   | Andrea Schöne-Mitscherlich | Sabine Brehm    | Gabi Schönbrunn                 |

## Klassement
| Rang   | Schaatsster                     | Land                           | Punten  | 500m       | 3000m        | 1500m        | 5000m        |
| ------ | ------------------------------- | ------------------------------ | ------- | ---------- | ------------ | ------------ | ------------ |
| Goud   | Andrea Schöne-Mitscherlich      | Duitse Democratische Republiek | 178,983 | 43,09 (6)  | 4.30,33 (1)  | 2.10,19 (1)  | 7.54,42 (1)  |
| Zilver | Karin Enke                      | Duitse Democratische Republiek | 181,472 | 42,13 (2)  | 4.36,50 (4)  | 2.11,03 (2)  | 8.15,83 (8)  |
| Brons  | Valentina Lalenkova-Golovenkina | Sovjet-Unie                    | 182,163 | 42,54 (5)  | 4.39,90 (7)  | 2.12,54 (3)  | 8.07,93 (5)  |
| 4      | Gabi Schönbrunn                 | Duitse Democratische Republiek | 182.571 | 43,23 (9)  | 4.35,79 (2)  | 2.14,98 (9)  | 8.03,83 (3)  |
| 5      | Svetlana Kasjoek                | Sovjet-Unie                    | 182,572 | 42,47 (4)  | 4.38,40 (6)  | 2.14,40 (7)  | 8.09,02 (6)  |
| 6      | Sabine Brehm                    | Duitse Democratische Republiek | 183,180 | 44,06 (19) | 4.36,71 (5)  | 2.15,47 (10) | 7.58,46 (2)  |
| 7      | Bjørg Eva Jensen                | Noorwegen                      | 183,399 | 44,08 (21) | 4.36,41 (3)  | 2.14,25 (6)  | 8.05,01 (4)  |
| 8      | Natalja Shive-Glebova           | Sovjet-Unie                    | 183,846 | 41,66 (1)  | 4.43,55 (12) | 2.13,04 (4)  | 8.25,82 (14) |
| 9      | Ria Visser                      | Nederland                      | 184,846 | 44,06 (19) | 4.40,39 (8)  | 2.13,84 (5)  | 8.14,42 (7)  |
| 10     | Thea Limbach                    | Nederland                      | 185,626 | 44,27 (24) | 4.40,74 (9)  | 2.14,79 (8)  | 8.16,36 (10) |
| 11     | Annette Carlén-Karlsson         | Zweden                         | 186,473 | 43,77 (17) | 4.44,60 (14) | 2.15,70 (12) | 8.20,37(11)  |
| 12     | Ina Steenbruggen                | Nederland                      | 186,960 | 44,11 (22) | 4.45,85 (15) | 2.16,84 (14) | 8.15,96 (9)  |
| 13     | Alie Boorsma                    | Nederland                      | 186,984 | 43,36 (11) | 4.45,72 (16) | 2.16,57 (13) | 8.24,81 (12) |
| 14     | Seiko Hashimoto                 | Japan                          | 188,664 | 43,41 (13) | 4.46,69 (17) | 2.19,26 (20) | 8.30,53 (15) |
| 15     | Sylvie Daigle                   | Canada                         | 188,805 | 43,66 (16) | 4.44,04 (13) | 2.18,55 (16) | 8.36,22 (16) |
| 16     | Brenda Webster                  | Canada                         | 190,432 | 43,13 (7)  | 4.42,54 (11) | 2.29,19 (31) | 8.24,82 (13) |
| NC17   | Sigrid Smuda                    | West-Duitsland                 | 136,995 | 43,60 (15) | 4.48,99 (18) | 2.15,69 (11) | -            |
| NC18   | Dorie Boyce                     | Verenigde Staten               | 139,389 | 44,27 (24) | 4.49,52 (20) | 2.20,60 (22) | -            |
| NC19   | Miyoshi Kato                    | Japan                          | 139,724 | 44,28 (26) | 4.54,49 (21) | 2.19,09 (17) | -            |
| NC20   | NaNCy Swider                    | Verenigde Staten               | 139,798 | 44,82 (28) | 4.49,49 (19) | 2.20,19 (21) | -            |
| NC21   | Lydia Stephans                  | Verenigde Staten               | 140,173 | 44,21 (23) | 4.57,48 (24) | 2.19,15 (18) | -            |
| NC22   | Chieko Sato                     | Japan                          | 140,239 | 43,98 (18) | 4.54,94 (22) | 2.21,31 (23) | -            |
| NC23   | Edel Therese Høiseth            | Noorwegen                      | 140,364 | 43,31 (10) | 5.03,95 (26) | 2.19,19 (19) | -            |
| NC24   | Ewa Bialkowska                  | Polen                          | 140,521 | 43,22 (8)  | 4.55,05 (23) | 2.24,38 (26) | -            |
| NC25   | Marzia Peretti                  | Italië                         | 141,751 | 42,44 (3)  | 5.04,75 (27) | 2.25,56 (29) | -            |
| NC26   | Hiromi Ozawa                    | Japan                          | 143,347 | 44,45 (27) | 5.09,97 (29) | 2.21,71 (24) | -            |
| NC27   | Lee Yeon-Ju                     | Zuid-Korea                     | 143,601 | 43,49 (14) | 5.10,47 (30) | 2.25,10 (28) | -            |
| NC28   | Angelika Haßmann                | West-Duitsland                 | 143,988 | 46,05 (29) | 4.58,71 (25) | 2.24,46 (27) | -            |
| NC29   | Rose-Marie Karlsson             | Zweden                         | 145,649 | 46,19 (30) | 5.08,96 (28) | 2.23,90 (25) | -            |
| NC30   | Elena Belci                     | Italië                         | 147,623 | 46,90 (31) | 5.11,96 (31) | 2.26,19 (30) | -            |
| -      | Aila Tartia                     | Finland                        | 89,483  | 43,40 (12) | DQ           | 2.18,25 (15) | -            |
| -      | Mary Docter                     | Verenigde Staten               | 46,885  | DQ         | 4.41,31 (10) | DQ           | -            |

* = met val
NC = niet gekwalificeerd
NF = niet gefinisht
NS = niet gestart
DQ = gediskwalificeerd
Vet gezet = kampioenschapsrecord